# 핼리팩스 결의안

노스캐롤라이나주의 기는 핼리팩스 결의안이 채택된 날짜인 1776년 4월 12일을 기념한다.

핼리팩스 결의안(영어: Halifax Resolves)은 노스캐롤라이나 지방 의회가 1776년 4월 12일에 채택한 결의에 나중에 붙여진 이름이다. 이 결의안의 채택은 미국 독립 혁명 중 아메리카 식민지에서 그레이트브리튼 왕국으로부터의 독립을 요구하는 첫 공식적인 조치였다. 핼리팩스 결의안은 불과 3개월 후에 미국 독립선언을 의회에 제출하는 길을 닦는 데 기여했다.

## 배경
결의안의 제정과 비준은 식민지에서 그레이트브리튼 왕국으로부터의 분리주의를 옹호하는 강력한 운동의 결과였다. 이러한 분리주의자들, 즉 "아메리카 휘그당원"(나중에 "애국자")들은 광범위하게 논의되고 포괄적인 독립 선언을 위한 대중의 지지를 동원하려 했다. 영국으로부터의 완전한 독립 선언에 대한 주요 장애물은 제2차 대륙회의의 어떠한 대의원도 본국 정부로부터 그러한 선언으로 이어질 수 있는 조치를 취할 권한을 부여받지 못했다는 것이었다. 따라서 독립 옹호자들은 각 의회 대표단에 대한 지시를 개정하고 독립 선언에 관한 모든 제한을 제거하려고 했다.

## 역사
1776년 4월 12일의 결의는 노스캐롤라이나의 제4차 지방 의회가 핼리팩스 마을에서 회의 중에 채택했기 때문에 핼리팩스 결의안으로 알려지게 되었다. 참석한 83명의 대의원은 결의안을 만장일치로 채택했으며, 이는 모든 식민지의 대륙회의 대의원들에게 독립을 추진하도록 권장했다. 핼리팩스 결의안의 채택은 식민지에서 영국으로부터의 독립을 요구하는 첫 공식적인 조치였다.

## 독립 추진
핼리팩스 결의안은 노스캐롤라이나의 제2차 대륙회의 대의원 3명(조지프 휴스, 윌리엄 후퍼, 존 펜)에게만 다른 식민지 대의원들과 연합하여 영국의 통치로부터 독립을 선언할 권한을 부여했다.
결의안 통과로 노스캐롤라이나는 대의원들에게 독립에 찬성표를 던지도록 명시적으로 허용한 첫 번째 식민지가 되었다. 그러나 핼리팩스 결의안은 노스캐롤라이나 대의원들에게 의회에 독립 결의안을 제출하도록 지시하는 데는 미치지 못했으며, 이 단계는 6월에 버지니아가 리 결의안을 채택하면서 이루어졌다. 제2차 대륙회의는 다음 달인 7월에 미국 독립선언을 발표했다.

## 유산
매년 4월 12일, 노스캐롤라이나 문화자원부가 운영하는 유적지인 핼리팩스 역사지구에서는 핼리팩스 데이를 기념한다. 시대 의상을 입은 해설자들이 유적지 건물에 대한 가이드 투어를 제공하고, 역사적인 공예품을 시연하며, 식민지 시대 활동에 대해 가르친다. 때때로 재연 배우들은 혁명 시대 군인을 연기하고 핼리팩스 데이 행사 동안 역사적인 무기 사용을 시연한다.